# Centrum Handlowe Feeria
Centrum Handlowe Feeria – 2-poziomowe centrum handlowe o niskiej zabudowie, położone w Gorzowie Wielkopolskim. 16 października 2015 roku nastąpiło oficjalne otwarcie obiektu.
Całkowita powierzchnia obiektu wynosi prawie 24 tys. metrów kwadratowych, z czego największą jego część zajmuje 65 lokali handlowo-usługowych. Oprócz sklepów w budynku są też lokale gastronomiczne, sala zabaw i multipleks kinowy – Multikino. Centrum handlowe posiada 300 miejsc parkingowych.